# ألكسندر ر. غالواي
ألكسندر ر. غالواي (بالإنجليزية: Alexander R. Galloway)‏ هو كاتب أمريكي، ولد في 1974.